# Sandu Tăbârcă
Sandu Tăbârcă (n. 11 iulie 1965, Timișoara) este un antrenor român de fotbal și fost jucător. A fost printre altele antrenor al echipelor Rapid București și Gloria Bistrița.

## Cariera de antrenor
Sandu Tăbârcă și-a început cariera de antrenor la Gloria Bistrița, în 2009, pe care a condus-o nouă etape, după care a fost demis. A devenit apoi director tehnic la Universitatea Craiova, până la dezafilierea echipei, în 2011. Un an mai târziu, a fost adus la Rapid București ca secund al antrenorului Marian Rada, plecând de aici în urma restanțelor salariale cauzate de insolvență. Apoi, pentru câteva luni în 2013, a fost preparatorul fizic al FC Brașov, fiind demis după eșecurile echipei în startul de sezon în Liga I, ediția 2013-2014. După despărțirea de stegari, s-a întors la Rapid, care a fost retrogradată în Liga a II-a printr-o decizie a Tribunalului de Arbitraj Sportiv de la Laussane, după ce jucase în prima divizie timp de două etape. Ca urmare a demiterii lui Marian Rada, Tăbârcă a fost anunțat ca noul antrenor al Rapidului, devenind principal după 4 ani în care a fost numai parte a staff-ului tehnic la diferite echipe de fotbal. El a condus echipa timp de trei etape, rezultatele sale fiind 2 egaluri și o victorie, după care a fost înlocuit cu Viorel Moldovan.